# Ecuación de Butler-Volmer
La ecuación de Butler-Volmer es una de las fórmulas fundamentales de la cinética electroquímica. Describe como la corriente eléctrica a través de un electrodo depende de la diferencia de potencial entre el electrodo y el electrolito para una reacción redox sencilla y unimolecular, considerando que tanto la reacción catódica como el anódica tienen lugar en un mismo electrodo. La ecuación fue formulada por John Alfred Valentine Butler y Max Volmer.

## Definición de la ecuación

El primer gráfico muestra la densidad de corriente como función del sobrepotencial η, donde j_{a} y j_{c} son, respectivamente, las densidades de corriente anódica y catódica, con α = α_{a} = α_{c} = 0.5 y j_{0} = 1 mA cm^{−2}. El segundo gráfico muestra la representación logarítmica para valores diferentes de α (ecuación de Tafel).

Teniendo en cuenta que la densidad de corriente tiene una componente anódica y catódica,
{\displaystyle j=j_{\rm {a}}+j_{\rm {c}}}
la ecuación de Butler-Volmer es:
{\displaystyle j=j_{0}\cdot \left\{\exp \left[{\frac {\alpha _{\rm {a}}zF}{RT}}(E-E_{\rm {eq}})\right]-\exp \left[-{\frac {\alpha _{\rm {c}}zF}{RT}}(E-E_{\rm {eq}})\right]\right\}}
o en una forma más compacta:
{\displaystyle j=j_{0}\cdot \left\{\exp \left[{\frac {\alpha _{a}zF\eta }{RT}}\right]-\exp \left[-{\frac {\alpha _{c}zF\eta }{RT}}\right]\right\}}
donde:
- {\displaystyle j}: densidad de corriente del electrodo, A/m2
- {\displaystyle j_{0}}: densidad de corriente de intercambio, A/m2
- {\displaystyle E}: potencial de electrodo, V
- {\displaystyle E_{\rm {eq}}}: potencial de equilibrio, V
- {\displaystyle T}: temperatura absoluta, K
- {\displaystyle z}:  número de electrones implicados en la reacción electródica
- {\displaystyle F}: constante de Faraday
- {\displaystyle R}: constante de los gases
- {\displaystyle \alpha _{\rm {c}}}: coeficiente de transferencia de carga catódico, adimensional
- {\displaystyle \alpha _{\rm {a}}}: coeficiente de transferencia de carga anódico, adimensional
- {\displaystyle \eta }: sobrepotencial ({\displaystyle \eta =E-E_{\rm {eq}}}).